# Partido Revolucionário Trabalhista Personalista
Partido Revolucionário Trabalhista Personalista (vietnamita: Cần lao Nhân vị Cách Mạng Ðảng ou Đảng Cần lao Nhân vị), muitas vezes chamado simplesmente de Partido Cần Lao, foi um partido político vietnamita, formado no início da década de 1950 pelo presidente do Vietnã do Sul Ngô Đình Diệm e seu irmão e conselheiro Ngô Đình Nhu. Baseado em organizações de massa e redes secretas como instrumentos eficazes, o partido desempenhou um papel considerável na criação de uma base política para o poder de Diệm e o ajudou a controlar todas as atividades políticas no Vietnã do Sul. A doutrina do partido foi ostensivamente baseada na Teoria da Dignidade da Pessoa de Ngô Đình Nhu (vietnamita: Thuyết Nhân Vị) e no Personalismo de Emmanuel Mounier.

## Formação
Segundo Ngo Dinh Nhu, o partido foi a "fusão" dos grupos que foram fundados por ele no início dos anos 1950. No norte do Vietnã, ele colaborou com Trần Trung Dung, um ativista católico que se tornou vice-ministro da Defesa do Vietnã do Sul. No centro do Vietnã, a rede de lealistas de Ngô Đình Cẩn era o fulcro de Nhu. No início de 1954, Cẩn estabeleceu grupos centrais de apoiadores dentro do Exército e do serviço civil do Estado do Vietnã.
No sul do Vietnã, Nhu estabeleceu um grupo que serviu principalmente como uma mesa redonda para debates políticos de intelectuais ligados a uma revista intitulada "Spirit" (vietnamita: Tinh Thần). Em 1953, Nhu aliou-se a Trần Quốc Bửu, um sindicalista que chefiava a Confederação Vietnamita do Trabalho com dezenas de milhares de membros. Eles começaram a publicar uma revista chamada "Society" (vietnamita: Xã hội), que endossava a criação de cooperativas de trabalhadores e agricultores e direitos de sindicalização para trabalhadores industriais em Saigon. Através da aliança com Bửu, Miller argumenta que o programa Cần Lao segue o sindicalismo e defende a cogestão de indústria por representantes dos capitalistas e dos trabalhadores, bem como a participação dos trabalhadores no interesse e desenvolvimento tecnológico das indústrias.
De acordo com o decreto 116/BNV/CT da República do Vietnã, o Partido Cần Lao foi criado em 2 de setembro de 1954. Nhu tornou-se o secretário-geral do partido. Inicialmente, o Partido foi nomeado "Partido Revolucionário Personalista de Trabalhadores e Camponês" (Nông Công Nhân vị Cách mạng Đảng), em seguida, este nome foi substituído por "Partido Revolucionário Trabalhista Personalista" (Cần Lao Nhân vị Cách mạng Đảng). De acordo com Miller, o nome "Cần Lao" mostra a profunda preocupação de Nhu com o potencial político dos trabalhos vietnamitas que se relacionavam com a ideologia unionista francesa. O slogan do Partido era: Trabalho – Revolução – Personalismo (Cần lao - Cách mạng - Nhân vị).

## Ideologia orientadora
O personalismo foi a base do Partido Cần Lao. Ngô Đình Nhu foi o fundador do personalismo no Vietnã do Sul e Ngô Đình Diệm aplicou essa doutrina como a ideologia nacional - a espinha dorsal do regime. Também foi chamado de "Personalismo Oriental" (vietnamita: Chủ nghĩa nhân vị phương Đông) por pesquisadores da República do Vietnã e "Personalismo Espiritual" (vietnamita: Chủ nghĩa Duy linh nhân vị) por pesquisadores comunistas.
Quando voltou da França, Nhu era apaixonado pelo personalismo de Emmanuel Mounier, um proeminente filósofo católico francês, e acreditava que a ideologia de Mounier, que rejeitava o liberalismo e o comunismo (materialismo), poderia ser uma "terceira via" a ser aplicada para o desenvolvimento social (e o espiritismo) no Vietnã. Os irmãos Ngô também acreditavam que o personalismo poderia ir bem com sua Terceira Força, que não estava alinhada com o colonialismo francês ou o comunismo do Việt Minh. Para o regime de Diệm, o personalismo foi tratado como a única doutrina que restaurou os melhores valores tradicionais da Ásia e os combinou com os valores ocidentais para inovar o Estado e servir aos interesses públicos. Pode ser um contrapeso à doutrina comunista.
A partir de abril de 1952, as ideias de Nhu sobre o personalismo foram delineadas em seu discurso na Academia Militar Nacional Vietnamita em Đà Lat. Ele afirmou que, inicialmente, o personalismo era uma ideologia católica, embora tivesse relevância universal e fosse compatível com o Vietnã, que teve que sofrer com a devastação das guerras. Para Nhu, o personalismo era uma forma de revolução mais transformadora do que o socialismo marxista, e ele se descreveu como um defensor da "revolução personalista". Ngô Đình Diệm também entendia o termo "personalismo" na etimologia de nhân vị, que poderia significar "humanidade" ou "ser humano". Os irmãos Ngô usaram o termo Revolução Personalista para estruturar seus programas de construção da nação. Em 26 de outubro de 1956, a Constituição da República do Vietnã foi promulgada. Seu prefácio declarava que "Construindo Política, Economia, Sociedade, Cultura para o povo com base no respeito ao Personalismo". Simultaneamente, o regime de Diệm estabeleceu como política o ensino do personalismo nas universidades e a propaganda da doutrina no Vietnã do Sul.
No entanto, de acordo com alguns estudiosos, o personalismo de Nhu foi avaliado como "uma vaga mistura de ideias" ou "uma miscelânea" porque "era uma mistura de ensinamentos católicos, o personalismo de Mounier, o humanismo de Confúcio, alguns fatores do capitalismo e o espiritualismo anticomunista" e sua substância real era "loucamente opaca". Assim, mesmo os intelectuais vietnamitas não conseguiam entender a doutrina de Nhu; nem os americanos, que passaram muito tempo examinando sua doutrina e desistiram. Ultimamente, os valores do Personalismo (Chủ nghĩa nhân vị) dos irmãos Ngô foram revistos. De acordo com Nguyễn Ngọc Tấn, seu personalismo, juntamente com seu regime ético democrático baseado no personalismo como uma combinação da quintessência dos valores ocidentais e dos valores asiáticos, foi uma contribuição para a ciência política, especialmente na resolução da questão da democratização em países pós-coloniais em desenvolvimento, como o Vietnã hoje. Nguyễn Lập Duy, por outro lado, argumentou que o personalismo pode ser caracterizado como uma forma de humanismo marxista.

## Atividades
Inicialmente, o partido agia de forma secreta, com redes de células e membros conhecendo apenas a identidade de alguns membros; quando necessário, o partido poderia substituir o papel do governo. Também incluiu quaisquer fatores que pudessem ajudar seus agentes a penetrar no exército, na assembleia nacional, na polícia, no sistema educacional e na mídia. Fall descreve o partido como "um estado dentro de um estado" em seu próprio mecanismo governamental, que era o que um partido comunista faria.19 Nos primeiros anos da década de 1950, Diệm e Nhu usaram o partido para mobilizar apoio aos movimentos políticos de Diệm. Os quadros do partido eram organizações católicas como a União do Catolicismo, a Juventude Católica e a Sociedade Católica, com dignitários e seguidores católicos, oficiais do exército. Ngô Đình Nhu foi o secretário geral do Conselho do Comitê Central, incluindo Trần Trung Dung, Nguyễn Tăng Nguyên, Lý Trung Dung, Hà Đức Minh, Trần Quốc Bửu, Võ Như Nguyện e Lê Văn Đông.
O partido também declarou os objetivos de lutar pela ideologia revolucionária: personalismo; construindo a nação em quatro aspectos: espírito, sociedade, política e economia. O princípio do partido era a democracia centralizada. Em seu manifesto político, criticou tanto o capitalismo quanto o comunismo. Em menos de um ano, o Can Lao tinha todos os cargos-chave no governo, como segurança nacional e escritórios do Ministério da Defesa. Com o apoio dos militares, o Can Lao iniciou um governo de partido dominante.
Após 1954, a existência do partido foi reconhecida, mas suas atividades foram ocultadas da vista do público. Em 1955, Nhu praticou a política governamentalizada que visava colocar 70% dos membros do partido em cargos importantes no governo. Em 6 de julho de 1955, Nhu estabeleceu um Escritório para estudos sociais e políticos liderado por Trần Kim Tuyến, o secretário-geral do partido, e uma Força Especial liderada por Lê Quang Tung. Em 2 de outubro de 1955, Nhu estabeleceu o Movimento Nacional Revolucionário (vietnamita: Phong trào cách mạng quốc gia), incluindo membros do partido e nomeou Trần Chánh Thành, Ministro da Informação, como seu presidente. A organização inclui membros acima de 21 anos de diferentes partidos e religiões. Esta organização desempenhou um papel importante na elaboração e execução das políticas do Vietnã do Sul, ajudou Diệm a vencer as eleições em 1955 e 1959 e a eleição presidencial em 1961. As atividades do Partido eram representadas por meio dessas organizações. 
Em 26 de outubro de 1955, Diệm declarou o estabelecimento da República do Vietnã. Em 29 de outubro de 1955, Diệm promulgou o decreto 4-TPP para estabelecer o primeiro governo, que abraçou a maioria dos membros do partido Can Lao em posições-chave. O partido tinha 112/123 cargos na Assembleia Nacional. Em 1956, Diệm e Nhu estabeleceram o Centro de Treinamento de Personalismo na Província de Vĩnh Long, administrado pelo bispo Ngô Đình Thục, para treinar o pessoal-chave para a propagação do Personalismo no Vietnã do Sul. O pessoal administrativo e docente incluía padres e seguidores católicos. Em 31 de dezembro de 1957, Diệm forçou o pessoal administrativo e militar do governo a se juntar ao treinamento sobre personalismo. De 1956 a 1963, o Centro treinou cerca de 25 000 funcionários para o governo.
Em 1958, o partido estabeleceu sua ala jovem, a "Juventude Revolucionária", liderada por Nhu, que obteve uma forte influência nas áreas rurais. Além disso, o número de membros aumentou: de 10 000 membros em 1955 para 1 500 000. Em 1962, havia 1 386 757 membros ativos no partido. Em 1961, o partido formou uma ala feminina, o "Movimento de Solidariedade às Mulheres", liderado pela primeira-dama Madame Nhu. A organização formou também treinamento militar para mulheres, e organizou iniciativas de caridade, como doação de sangue, distribuição de medicamentos para a aldeia e visitas a soldados na linha de frente.
 

Durante o golpe militar em novembro de 1963, Diệm e Nhu foram assassinados e o partido foi posteriormente banido e dissolvido. O partido foi mais tarde reconstruído como Partido Revolucionário Personalista do Vietnã [vi] em 1965.